# Pogromo de Kunmadaras

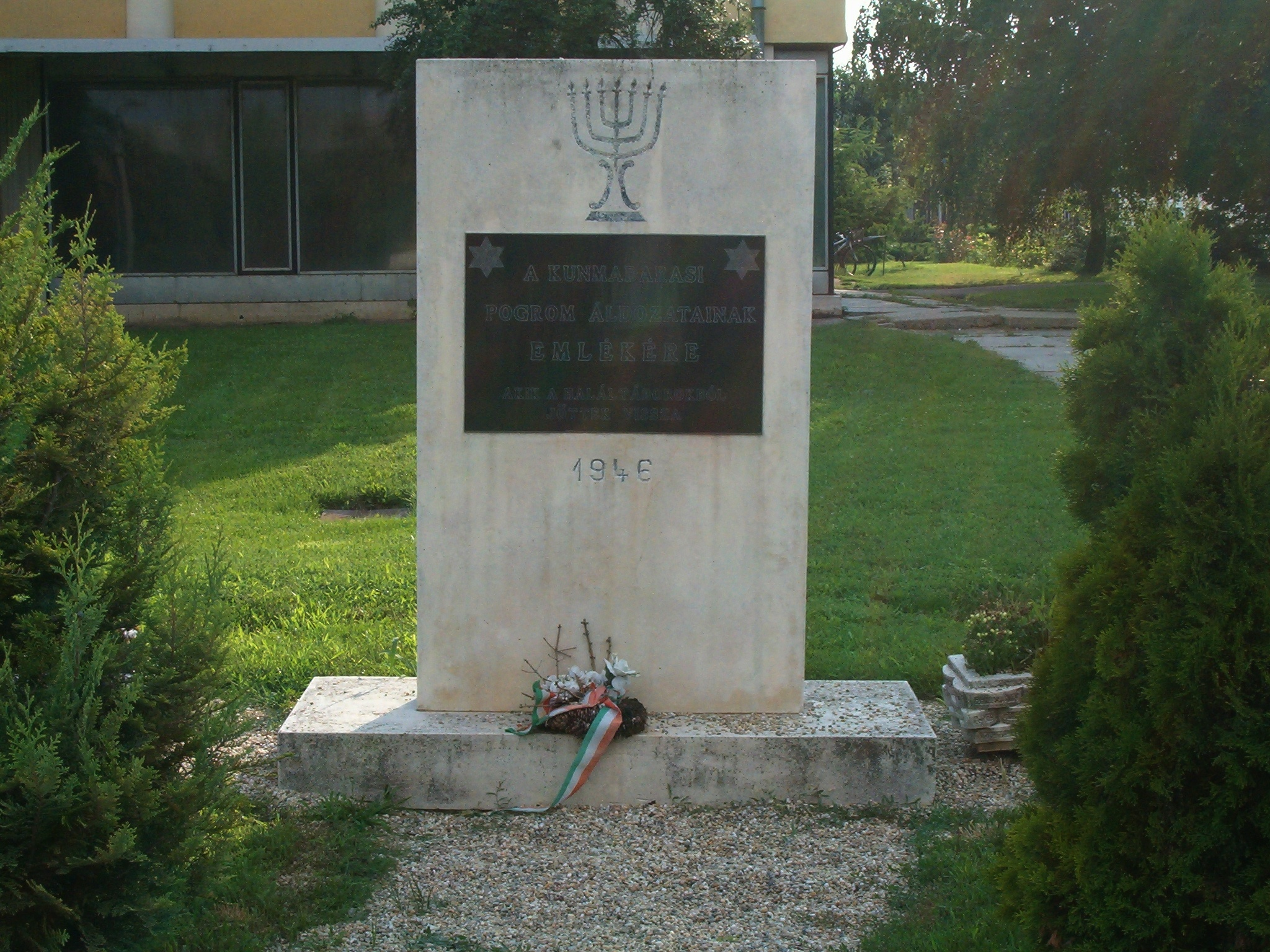
Monumento conmemorativo del pogromo de Kunmadaras

El pogromo de Kunmadaras fue un pogromo antisemita que tuvo lugar poco después de la Segunda Guerra Mundial en Kunmadaras, Hungría.
El mismo tuvo lugar el 22 de mayo de 1946. Según la Jewish Telegraphic Agency, cuatro judíos fueron asesinados.
Comenzó en el mercado como una protesta espontánea contra un presunto especulador. Dado que la ocupación tradicional de los judíos en el área era el comercio, la imagen de un especulador se fusionó con la de un judío. Así, el motín se convirtió en un pogromo antijudío. El frenesí fue instigado aún más por los rumores de que los judíos estaban robando niños cristianos. El historiador Péter Apor hizo una observación peculiar sobre el juicio posterior de los pogromistas: "El Tribunal Popular logró producir una narrativa de un pogromo antisemita sin involucrar a las víctimas judías". El pogrom fue retratado como un resurgimiento del fascismo lanzado contra la naciente democracia popular.
Nueve alborotadores fueron condenados el 26 de julio de 1946 por haber instigado y participado en la violencia, con sentencias que van desde la pena de muerte para tres de los condenados hasta seis años de prisión.